# Río Kaveri

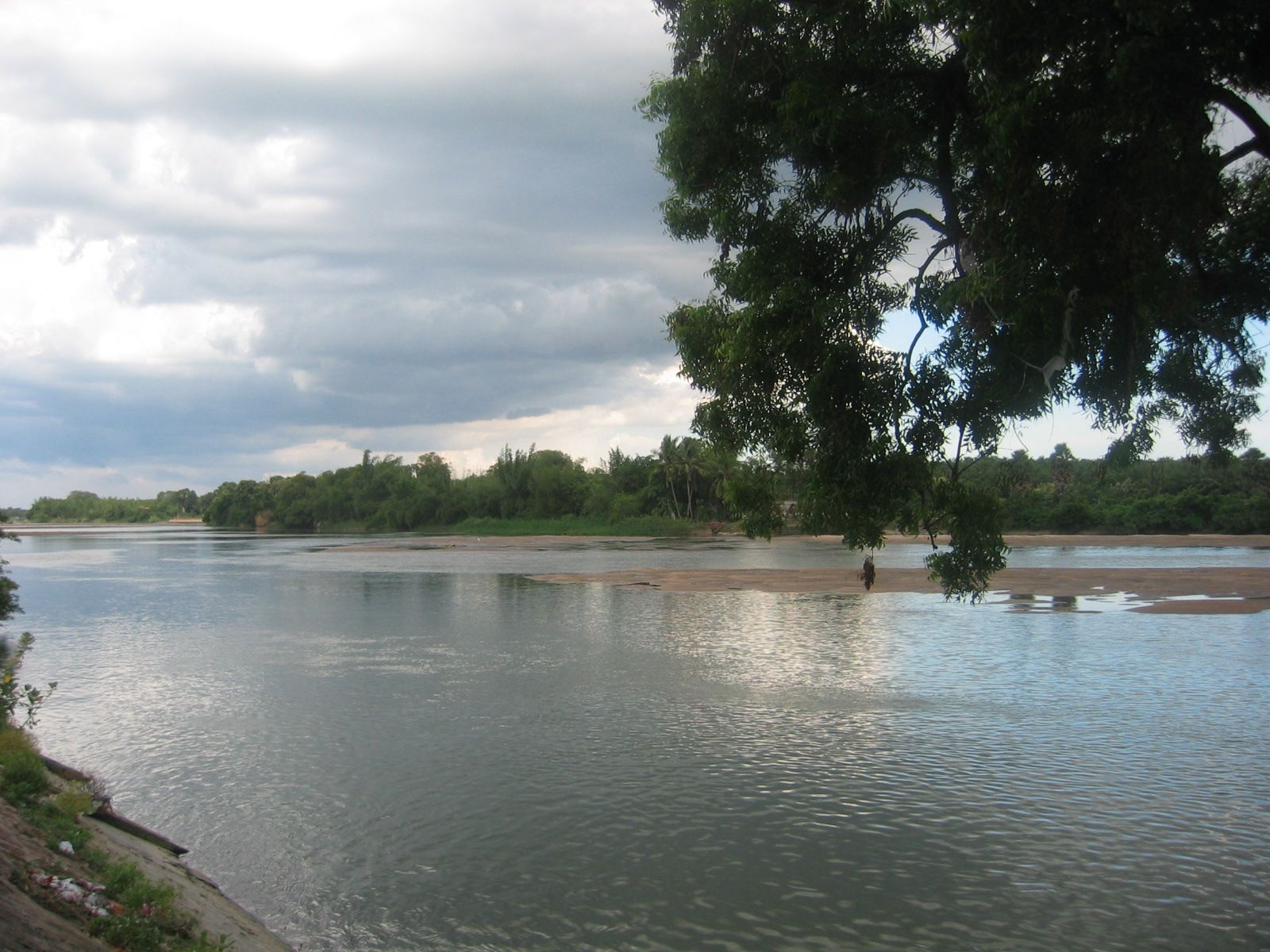
El río Kaveri cerca de Tiruchirapalli.

El río Kaveri (también transliterado como Cauvery o Kâverî) (en kannada, ಕಾವೇರಿ; en tamil, காவிரி) es un laro río de India que fluye en dirección sureste a través de los estados de Karnataka y Tamil Nadu hasta desaguar en el golfo de Bengala (océano Índico). Tiene una longitud de unos 800 km y drena una cuenca de 81 155 km². Está considerado uno de los siete ríos sagrados por los hindúes.

## Geografía
El río proviene de Talakaveri, en las montañas de los Ghats Occidentales, en el estado de Karnataka. Su curso discurre generalmente en dirección sur y este por los estados de Karnataka y Tamil Nadu. Después de que el río abandona las colinas de Kodagu, fluye sobre la meseta del Decán, tiene tres islas, Srirangapatna y Shivanasamudra en Karnataka y Srirangam en Tamil Nadu. Tras atravesar la meseta del Decán, por las tierras bajas del sudeste, desagua en el golfo de Bengala. La longitud total del río es de 800 km, de los que 320 km discurren por Karnataka, 416 km por Tamil Nadu y 64 km forman la frontera común entre Karnataka y Tamil Nadu. 
La cuenca del río Kaveri se estima en 81 155 km², de los que 43 867 km² pertenecen a Tamil Nadu; 34 273 km² a Karnataka; 2 866 km² a Kerala y solamente 149 a Pondicherry.
El río tiene muchos tributarios, siendo los más importantes los ríos Shimsa, Hemavathi (245 km), Arkavathi (193 km), Kapilá, Honnuhole, Lakshmana Tirtha, Kabini, Bhavani (217 km), Lokapavani, Noyyal (180 km) y el Amaravati (175 km).
El río ha apoyado la agricultura de la región durante siglos, irrigando sus campos, y ha servido como la sangre vital entre los reinos antiguos y las ciudades modernas del sur de la India.
En la isla Sivasamudra el río se deja caer desde los 98 metros (320  pies), formando las famosas caídas conocidas como Gagan chukki y Bara  Chukki. La primera central hidroeléctrica de la India (construida en 1902) estaba sobre  las caídas del lado izquierdo y suministró energía a la ciudad de Bangalore. Bangalore, electrificado en  1906, fue la primera ciudad en Asia en ser electrificada y tener luz  eléctrica en las calles.

## Origen mítico
Los devotos hindúes llaman al río Kaveri Dakshina Ganga, o Ganges del sur, y todo su curso es considerado sagrado. Según la leyenda allí nació sobre la tierra una muchacha llamada Vishnumaya o Lopamudra, la hija de Brahmā, pero su padre divino le permitió ser considerada como la hija de un mortal llamado Kavera-muni. 
Para obtener la beatitud para su padre adoptivo, ella resolvió convertirse en un río cuyas aguas deberían purificar todos los pecados. De ahí se dice que hasta el santo Ganges recurre a pasar a la clandestinidad una vez al año cerca de la fuente del Kaveri, para purgarse de la contaminación contraída de la muchedumbre de los pecadores que se han bañado en sus aguas.